# Hellyethira litita
Hellyethira litita är en nattsländeart som beskrevs av Wells 1990. Hellyethira litita ingår i släktet Hellyethira och familjen smånattsländor. Inga underarter finns listade i Catalogue of Life.